# 何塞·曼努埃尔·平托
何塞-曼努埃尔·平托·科羅拉多（José Manuel Pinto Colorado，1975年11月8日—），前西班牙足球運動員（司職守門員），現職歌手。
平托出自西班牙小型球會贝蒂斯，曾於1997-98年球季升上一隊，但只能上陣一場比賽。1998年，他轉投另一支小型球會维戈塞尔塔。他在這家西甲球會效力了十年，由於實力關係，他沒有贏得西甲聯賽冠軍，但曾協助過球會打入歐洲聯賽冠軍盃。 
2008年1月18日，平托被西甲球隊巴塞罗那租借過來，作為臨時替補門將。至2008年5月30日，巴塞羅那宣佈正式簽下平托，轉會費為大約五十萬歐元。2014年5月，平托離開效力了6年的西甲勁旅巴塞罗那，並宣佈退役。

## 荣誉
切爾達
- 歐洲足協圖圖盃 冠軍：2000年

巴塞隆拿
- 西班牙甲組足球聯賽 冠軍：2008/09年、2009/10年、2010/11年、2012/13年
- 西班牙國王杯 冠军：2008/09年、2011/12年
- 欧洲冠军联赛 冠军：2008/09年、2010/11年
- 西班牙超级杯 冠军：2009年、2010年、2011年、2013年
- 欧洲超级杯 冠军：2009年、2011年
- 世界冠軍球會盃 冠軍：2009年、2011年

個人
- 西甲萨莫拉奖：2005/06年

## 外部連結
- 巴塞隆拿官方 平托檔案（页面存档备份，存于）